# La Canyada de Beric
La Canyada de Beric és una vila i municipi del Baix Aragó, però històrica, cultural i lingüísticament, pertany a la comarca del Matarranya.
Malgrat la davallada demogràfica la vila es resisteix a desaparèixer, i per això els darrers anys s'han fet moltes millors. S'ha restaurat el molí de l'oli, la nevera, l'ermita de la Mare de Déu del Pilar, el safareig, etc.
La Canyada del Beric ja surt esmentada com a límit l'any 1149 en el document de la donació de l'orde del Temple del castell de Camaró. Hom pensa que al principi la població, a diferència de les poblacions veïnes, no devia pertànyer a l'orde de Calatrava. Potser era un territori independent o estava enclavat dintre dels límits del castell de Mont-roig. Tal vegada si apareixen els documents oportuns, la història ens ho podrà aclarir. Segons la documentació, l'any 1429 era una vila que, juntament amb Calaceit, Maella i Favara, havia de passar a mans de Francesc d'Arinyó, tot i que finalment restà en poder de l'orde. D'altra banda, l'arxiu municipal conserva les actes de l'època en què els anarquistes instauraren la col·lectivitat.

## L'església
L'any 1280, la vila ja tenia església i vicari. L'església parroquial està dedicada a Sant Blai. L'edifici d'una sola nau, és d'estil gòtic, amb un portal d'accés romànic i robust contraforts exteriors. Posteriorment ha sofert al reformes.

## Les mines
Les mines de terra refractària, juntament amb les de carbó, es començaren a aprofitar a la fi del segle xix. En la dècada dels seixanta del segle xx, aquestes explotacions tenien una gran activitat: fou quan la població arribà als 311 habitants. Actualment, però, aquesta activitat ha minvat en gran manera i solament hi treballen tres o quatre persones.

## Costums
Salvador Ginesta, en el llibre Les terres del Matarranya, explica una cosa curiosa. Fins no fa gaires anys, a la Canyada celebraven la cacera d'aus de pas, anomenades grives. La vigília de Sant Miquel (el 29 de setembre), a la nit hom feia sonar uns corns marins, tramesos de pares a fills, i els veïns s'aplegaven a la casa de la vila on subhastaven els llocs de caça. L'agutzil encenia tantes candeles com llocs hi havia per repartir i, per subhasta, es lliuraven als qui havien fer l'oferta en el moment que la candela s'apagava.